# 中文歌曲擂台獎頒獎禮
中文歌曲擂台獎頒獎禮是香港商業電台1979至1988年舉辦的粵語流行音樂頒獎活動。

## 沿革
頒獎禮原為與香港電台的十大中文金曲頒獎音樂會抗衡，並依托于商業一台的音樂節目「中文歌曲擂台陣」。首屆聲稱獎項只是基於唱片公司所提供的唱片銷量數據，而不會收集聽眾的意見。為與十大中文金曲頒獎音樂會、無綫電視十大勁歌金曲頒獎典禮所區分，該頒獎禮更傾向頒發獎項予歌手的個人大碟，頒獎目的與香港金唱片頒獎典禮類近，並以記者招待會形式舉行。為表揚得獎歌手，商業電台亦會另行舉辦演唱會，其中第八屆「中文歌曲擂台獎巨星演唱會」於1987年3月7日假紅磡香港體育館舉行。
1988年3月21日因應商業電台改革，開辦叱咤樂壇流行榜，中文歌曲擂台獎頒獎禮遂停辦，並由叱咤樂壇流行榜頒獎典禮取代至今。

## 得奖名单

### 第一届（1979年度，1979年12月31日舉行）
- 最受歡迎歌曲擂台獎
- 於商台錄音室舉行，得獎者會獲得銀唱片一張[3]。
  - 徐小鳳《漫漫前路》
  - 齊豫《橄欖樹》
  - 汪明荃《像白雲像清風》
  - 陳美齡《願君真愛不相欺》
  - 鄭少秋《楚留香》
  - 李龍基《浣花洗劍錄》
  - 林子祥《抉擇》
  - 陳百強《眼淚為你流》
  - 羅文《好歌獻給您》
  - 奚秀蘭《鳳凰于飛》
  - 許冠傑《十個女仔》
  - 鄧麗君《甜蜜蜜》
  - 關正傑《天蠶變》
  - 關菊英《知己同心》
  - 譚詠麟《孩兒》
  - 甄妮《春雨彎刀》
  - 張偉文《處處是家鄉》
  - 張德蘭《春天新希望》
  - 馮偉棠《風飄飄》
  - 薰妮《故鄉的雨》
  - 特別獎：張國榮《沈勝衣》

### 第二届（1980年度）
- 中文歌曲擂台獎
  - 徐小鳳《每日懷念你》
  - 曾路得《那一天》
  - 汪明荃《京華春夢》
  - 鄭少秋《輪流轉》
  - 林子祥《分分鐘需要你》
  - 陳百強《不再流淚》
  - 葉振棠《浮生六劫》
  - 葉麗儀《上海灘》
  - 羅文《名劍風流》
  - 仙杜拉《風雲》
  - 沈雁《我踏浪而來》
  - 許冠傑《夜夜念奴嬌》
  - 陳秋霞《罌粟花》
  - 區瑞強《水霞》
  - 鄧麗君《春在歲歲年年》
  - 關正傑《人在江湖》
  - 鍾鎮濤《閃閃星辰》
  - 譚詠麟《莫說愛情重》
  - 甄妮《祝福你》
  - 張德蘭《網中人》

### 第三届（1981年度）
- 中文歌曲擂台獎（含大碟）
  - 徐小鳳《新曲與精選》
  - 蔡楓華《青春三重奏》
  - 鄭少秋《流氓皇帝》
  - 汪明荃《千王群英會》
  - 陳美齡《忘憂草》
  - 葉麗儀《上海灘特輯》
  - 葉振棠《浴血太平山》
  - 羅文《卉》
  - 林子祥《林子祥精選》
  - 甄妮《心聲》
  - 關正傑《關正傑名曲選》
  - 許冠傑《摩登保鑣》
  - 譚詠麟《忘不了你》
  - 關菊英《過客》
  - 鄧麗君《風霜伴我行》
  - 雷安娜《舊夢不須記》
  - 區瑞強《又見月明》
  - 陳百強《有了你/失業生》
  - 張德蘭《德蘭與你》
  - 葉德嫻《星塵》

### 第四届（1982年度）
- 中文歌曲擂台獎（含大碟）
  - 陳美齡《灕江曲》
  - 蔡楓華《人之初》
  - 汪明荃《勇敢的中國人》
  - 鄭少秋《富貴榮華》
  - 林子祥《活色生香》
  - 葉振棠《再等待》
  - 羅文《我的挑選》
  - 李龍基《李龍基精選》
  - 葉麗儀《千金一刻》
  - 陳潔靈《星夜星塵》
  - 甄妮《憶夢》
  - 關正傑《天龍八部之虛竹傳奇》
  - 許冠傑《最佳拍檔》
  - 譚詠麟《愛人女神》
  - 雷安娜《彩雲曲》
  - 鄧麗君《鄧麗君演唱會雙唱片集》
  - 關菊英《天龍八部之六脈新劍》
  - 陳百強《突破精選》
  - 曾路得《白牆＋精選》
  - 張德蘭《情若無花不結果》

### 第五届（1983年度）
- 中文歌曲擂台獎（含大碟）
  - 梅艷芳《赤色梅艷芳》
  - 蔡楓華《蔡楓華新曲精選》
  - 林志美《林志美》
  - 徐小鳳《徐小鳳全新歌集》
  - 鄭少秋《蜀山》
  - 汪明荃《萬水千山總是情》
  - 鮑翠薇《我只有期待》
  - 麥潔文《萊茵河之戀》
  - 羅文《舞台上》
  - 甄妮《射鵰英雄傳》
  - 葉振棠《忘盡心中情》
  - 許冠傑《最佳拍檔大顯神通》
  - 鄧麗君《漫步人生路》
  - 譚詠麟《遲來的春天》
  - 鍾鎮濤《要是有緣》
  - 林子祥《愛情故事》
  - 陳百強《偏偏喜歡你》
  - 張德蘭《可知道》
  - 張明敏《我是中國人與精選》
  - 葉德嫻《倦》

### 第六届（1984年度，1985年1月15日舉行。）
- 中文歌曲擂台獎（含大碟）
  - 張國榮《Leslie》
  - 梅艷芳《飛躍舞台》
  - 羅文《愛的幻想》
  - 林志美《偶遇》
  - 甄妮《迷人的五月》
  - 徐小鳳《徐小鳳全新歌集第二集》
  - 許冠傑《新的開始》
  - 麥潔文《黄金约会》
  - 區瑞強《訴心曲》
  - 盧冠廷《過路人》
  - 陳慧嫻《故事的感覺》
  - 關正傑《天籟》
  - 雷安娜《雷安娜精選》
  - 鍾鎮濤《我行我素》
  - 蘇芮《搭錯車》
  - 譚詠麟《霧之戀》
  - 林子祥《愛到發燒》
  - 陳百強《百強'84》
  - 葉蒨文《葉蒨文》
  - 張德蘭《何日再相見》
  - 最佳歌星：譚詠麟[4]

### 第七届（1985年度）
- 中文歌曲擂台獎大碟獎
  - 呂方《听不到的说话》
  - 張國榮《為你鍾情》
  - 梅艷芳《梅艷芳》
  - 陳秀雯《震盪》
  - 甄妮《為你而歌》
  - 許冠傑《最緊要好玩》
  - 徐小鳳《徐小鳳全新歌集第三集》
  - 麥潔文《大香港》
  - 陳美玲《Pat Chan陳美玲》
  - 盧冠廷《第一階段》
  - 陳慧嫻《陳慧嫻》
  - 張學友《Smile》
  - 蔡國權《蔡國權精選》
  - 鍾鎮濤《鍾鎮濤》
  - 譚詠麟《愛情陷阱》
  - 林子祥《林子祥創作歌集》
  - 林姍姍《我的星座》
  - 陳百強《深愛著你》
  - 葉蒨文《长夜 My Love Goodnight》
  - 蘇芮《有情天地》

### 第八届（1986年度）
- 全年最佳歌星：譚詠麟
- 最有貢獻唱片監製：黎小田
- 最有貢獻作曲人：顧嘉煇
- 最有貢獻填詞人：林振強
- 最有貢獻編曲人：鮑比達
- 大碟獎
  - 呂方《求你讲清楚》
  - 張國榮《Stand Up》
  - 梅艷芳《壞女孩》
  - 羅文《幾許風雨》
  - 林志美《雨夜鋼琴粉藍色的精選》
  - 林憶蓮《放縱》
  - 甄妮《86数码新曲精选》
  - 蔡楓華《絕對空虛》
  - 太極樂隊《迷》
  - 麥潔文《麥潔文》
  - 陳百強《凝望》
  - 徐小鳳《每一步》
  - 陳慧嫻《反叛》
  - 張學友《遙遠的她AMOUR》
  - 達明一派《達明一派II》
  - 鄺美雲《鄺美雲》
  - 鍾鎮濤《情變》
  - 譚詠麟《暴風女神Lorelei》
  - 林子祥《最愛》
  - 葉蒨文《Cha Cha Cha》

### 第九届（1987年度）
- 大碟獎
  - 呂方《痴戀》
  - 梅艷芳《梅艳芳 (烈焰红唇)》
  - 林憶蓮《憶蓮》
  - 張國榮《Summer Romance》
  - 劉美君《劉美君 (最後一夜)》
  - 達明一派《石頭記》
  - 鄺美雲《留住春天》
  - 譚詠麟《再見吧！？浪漫》
  - 林子祥《花街70號》
  - 葉蒨文《甜言蜜語》
- 最佳歌曲獎
  - 梅艷芳《似火探戈》
  - 林憶蓮《灰色》
  - 張國榮《無心睡眠》
  - 陳百強、關正傑《未唱的歌》
  - 達明一派《石頭記》
  - 張學友《太陽星辰》
  - 鍾鎮濤《誠懇》
  - 譚詠麟《痴心的廢墟》
  - Raidas《別人的歌》
  - 林子祥《千億個夜晚》
- 最佳樂隊/組合 : Raidas
- 最佳新人 : 劉美君
- 最佳作曲 : 林敏怡 《海誓山盟》
- 最佳填詞 : 林夕 《別人的歌》
- 最佳編曲 : 徐日勤 《未唱的歌》
- 最佳唱片監製 : 陳永良 《劉美君(最後一夜)》